# Split Mirrors
Split Mirrors – niemiecki zespół synth popowy z Münster w Westfalii, który został założony w 1985 roku i osiągnął międzynarodową sławę dzięki piosenkom takim jak „The Right Time” i „Voices”.

## Dyskografia

### Albumy
- 1993: 1999
- 2007: In London
- 2011: From The Beginning
- 2017: Split Mirrors and Friends

### Singiel i EP
- 1987: The Right Time (Extended version)
- 1987: Voices (Extended version)
- 1987: The Right Time (Let’s go crazy mix)
- 1999: 1999 Maxi (Freestyle)
- 2000: Voices Maxi (Freestyle)